# Новосёлово (Колпашевское городское поселение)
Новосёлово — деревня в Колпашевском районе Томской области. На момент упразднения входила в состав Северского сельсовета. Упразднена в 1971 году.

## География
Деревня располагалась на правом берегу протоки Северская реки Кеть, в 1 км (по прямой) к востоку от деревни Север.

## История
Деревня была основана в 1820 году. В 1928 году деревня Новоселова состояла из 17 хозяйств. В административном отношении входила в состав Северского сельсовета Колпашевского района Томского округа Сибирского края.
В 1960-е годы деревня попала в разряд не перспективных и по планам должна была быть сселена к 1975 году.
Решение № 6 Томского облисполкома от 14 января 1971 года в связи с выездом населения деревня Новосёлово исключена из учётных данных.

## Население
| 1926 | 1939 | 1952 | 1959 | 1970 |
| ---- | ---- | ---- | ---- | ---- |
| 89   | ↗107 | ↘72  | ↘51  | ↘0   |

В 1926 году основным населением деревни были русские.